# Pârâul Morii, Racovița
Pârâul Morii este un afluent al râului Racovița. 